# بردفورد (آرکانزاس)
بردفورد (آرکانزاس) (به انگلیسی: Bradford, Arkansas) یک شهر در ایالات متحده آمریکا با جمعیت ۸۰۰ نفر است که در آرکانزاس واقع شده‌است.

## موقعیت جغرافیایی
موقعیت جغرافیایی شهرها و مناطق اطراف به شرح زیر است: